# Museu Reial Tyrrell de Paleontologia
El Museu Reial Tyrrell de Paleontologia (Royal Tyrrell Museum) és una popular atracció turística canadenca i un centre capdavanter en la investigació paleontològica. És conegut per la seva col·lecció de més de 120.000 fòssils i per les seves instal·lacions d'investigació.
El museu va ser nomenat així en honor de Joseph Burr Tyrrell (1858-1957). Va ser inaugurat el 1985 i se li va donar l'estatus de "reial" en reconeixement de la seva importància per la reina Elisabet II el 1990.
La seva missió és conservar, protegir, presentar i interpretar la història paleontològica, especialment de la gran herència fòssil d'Alberta.
El museu depèn del Ministeri de Cultura i del suport comunitari. Bruce Naylor va ser el director del museu de 1992 fins a la seva mort l'abril de 2007. Sota la seva direcció, es va establir un ambiciós programa de renovació, ampliant en 1.900 m² i culminat amb la nova galeria i espai d'exhibició, en 2006-2007.

## Col·leccions
Una sèrie d'espectaculars galeries cronològiques exhibeixen les meravelles de 3.900 milions d'anys de la vida sobre la Terra. Entre elles centenars de fòssils de dinosaures, una gran col·lecció de fòssils d'esquistos de Burgess, un model a mida real d'un escull del període Devonià, i un jardí vivent del Cretaci amb més de 600 espècies de plantes. Una finestra al laboratori de preparació permet als visitants observar als tècnics preparant acuradament els fòssils per a la investigació i exhibició. Com ofertes addicionals hi ha visites guiades i autoguiades a les Terres ermes, una sala de pràctiques de ciència, excavació simulada de fòssils, identificació de fòssils, programes escolars, campaments d'estiu per a nens i per a famílies, i molts programes.
En el seu primer any d'obertura el museu va atreure a 600.000 visitants. Actualment, una mitjana de més de tres-centes mil persones visiten el museu anualment.

## Galeria d'imatges

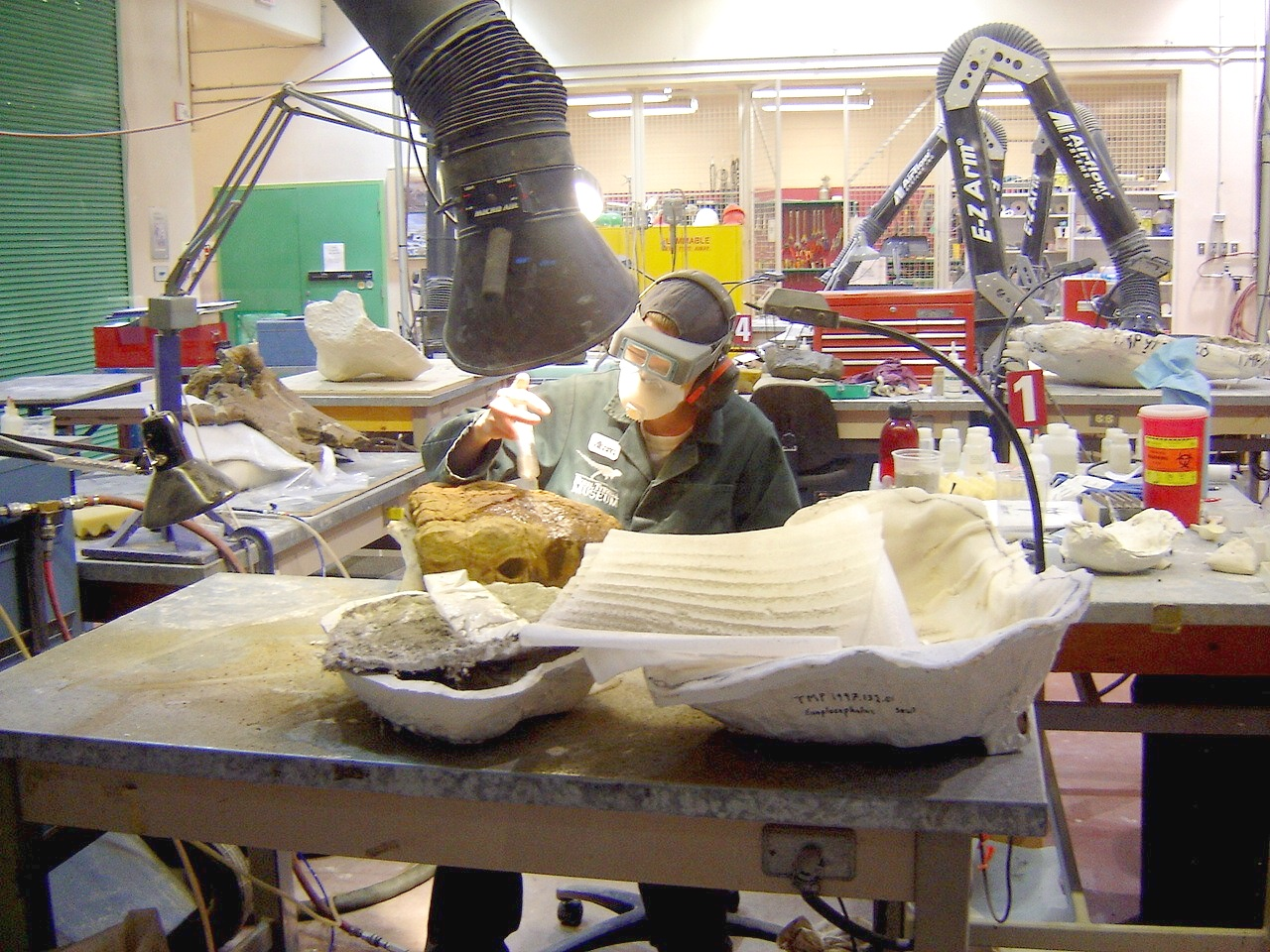
Manteniment
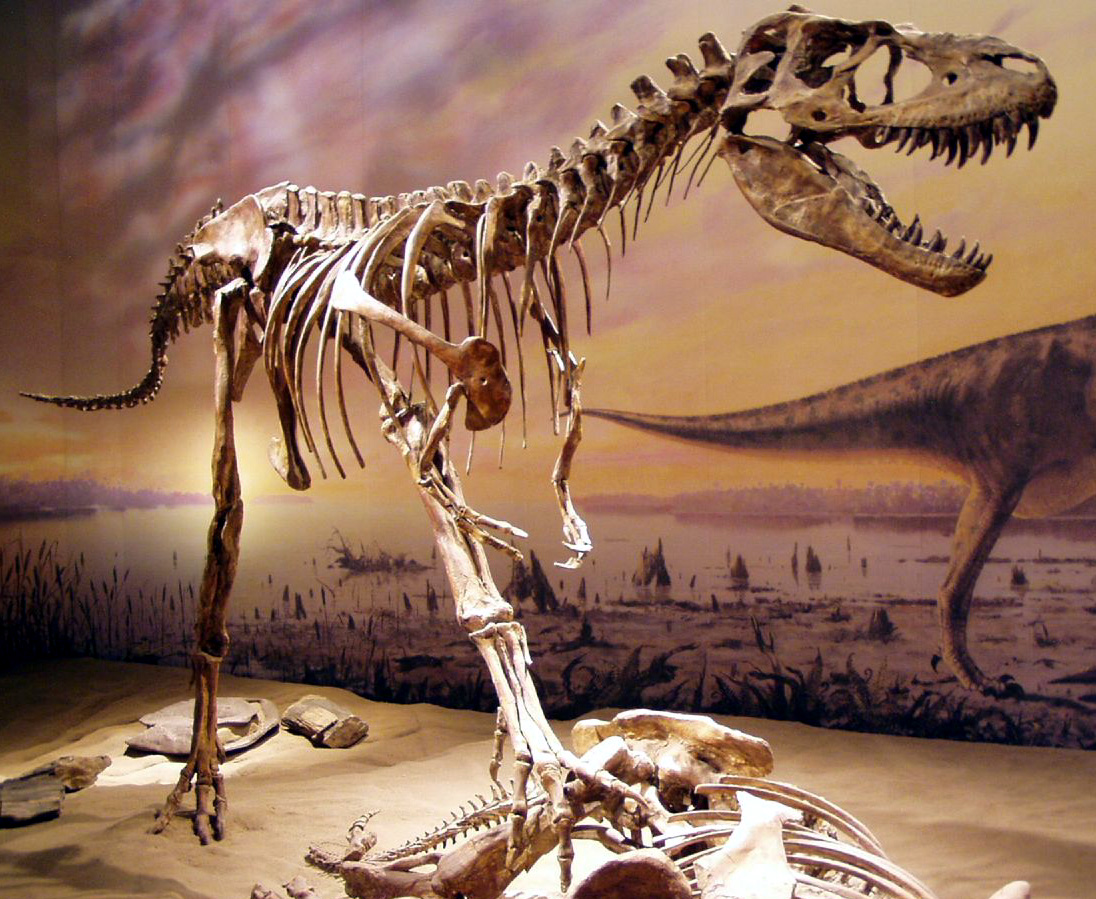
An exhibit of Albertosaurus
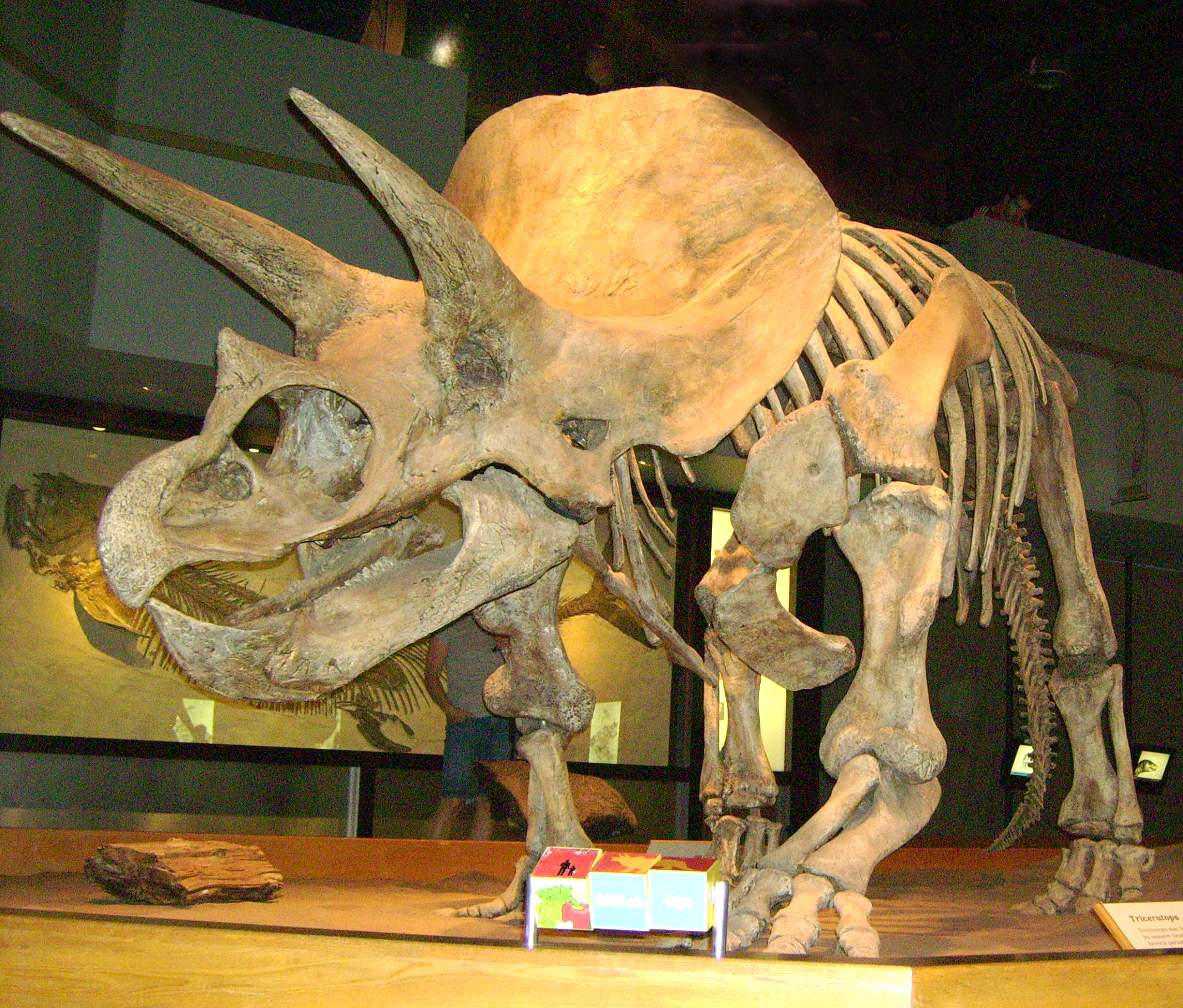
Triceratops
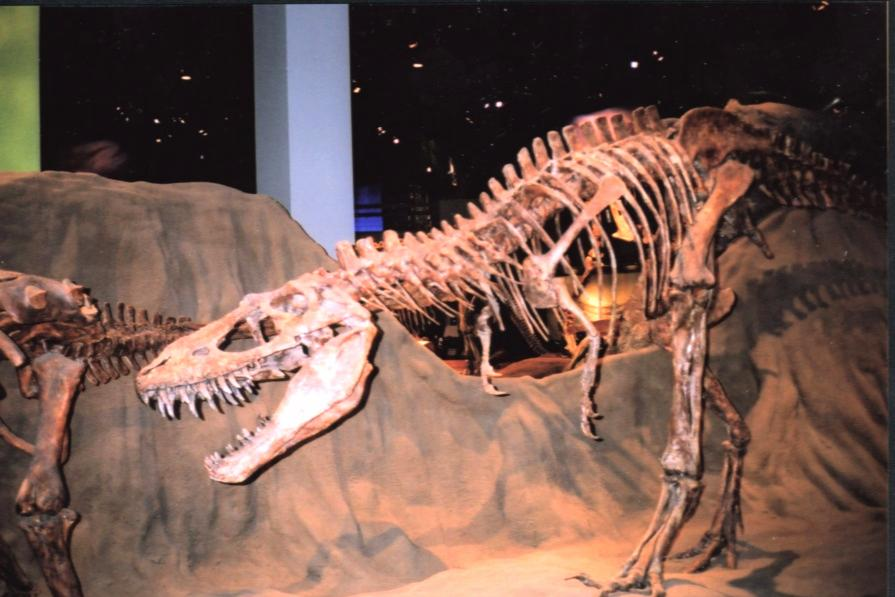
Royal Tyrrell : entrada al museu
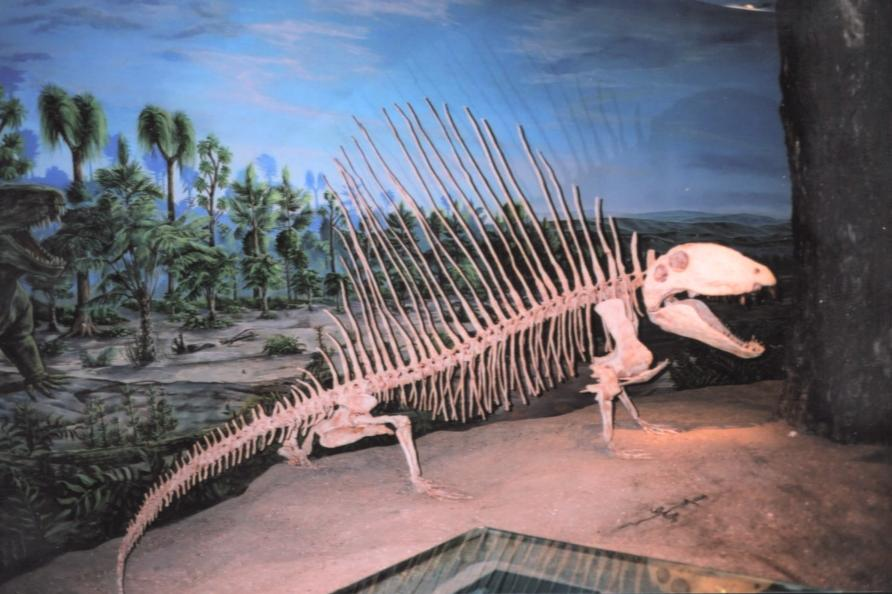
Dimetrodon
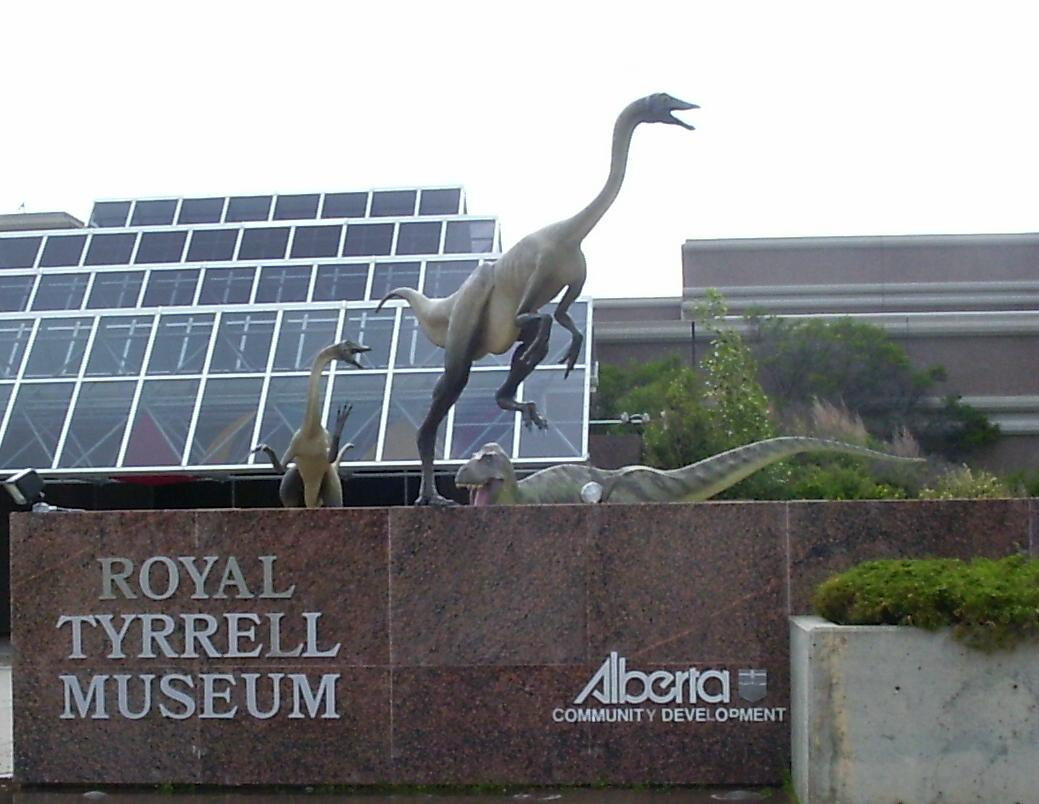
Royal Tyrrell Museum
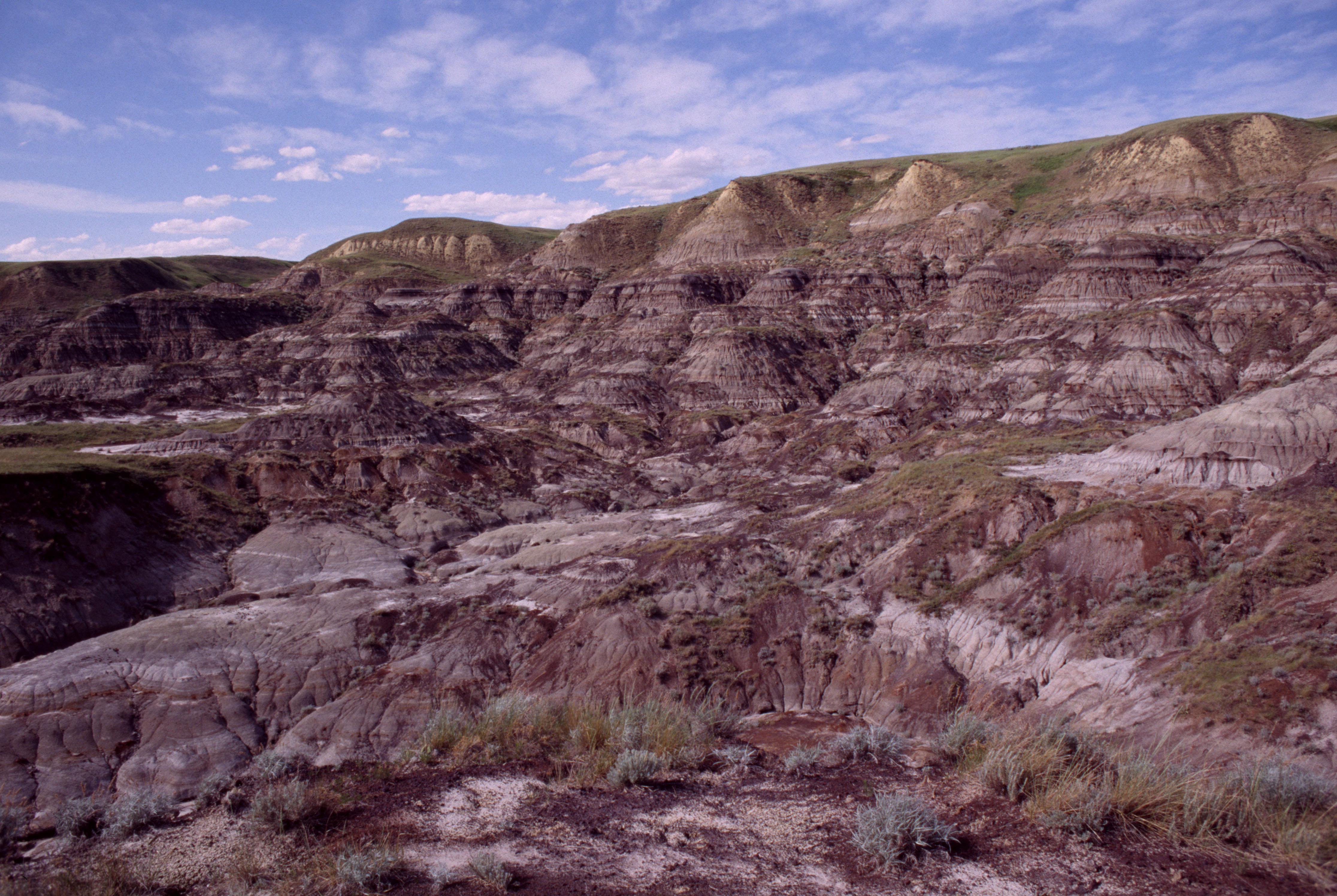
Drumheller Badlands
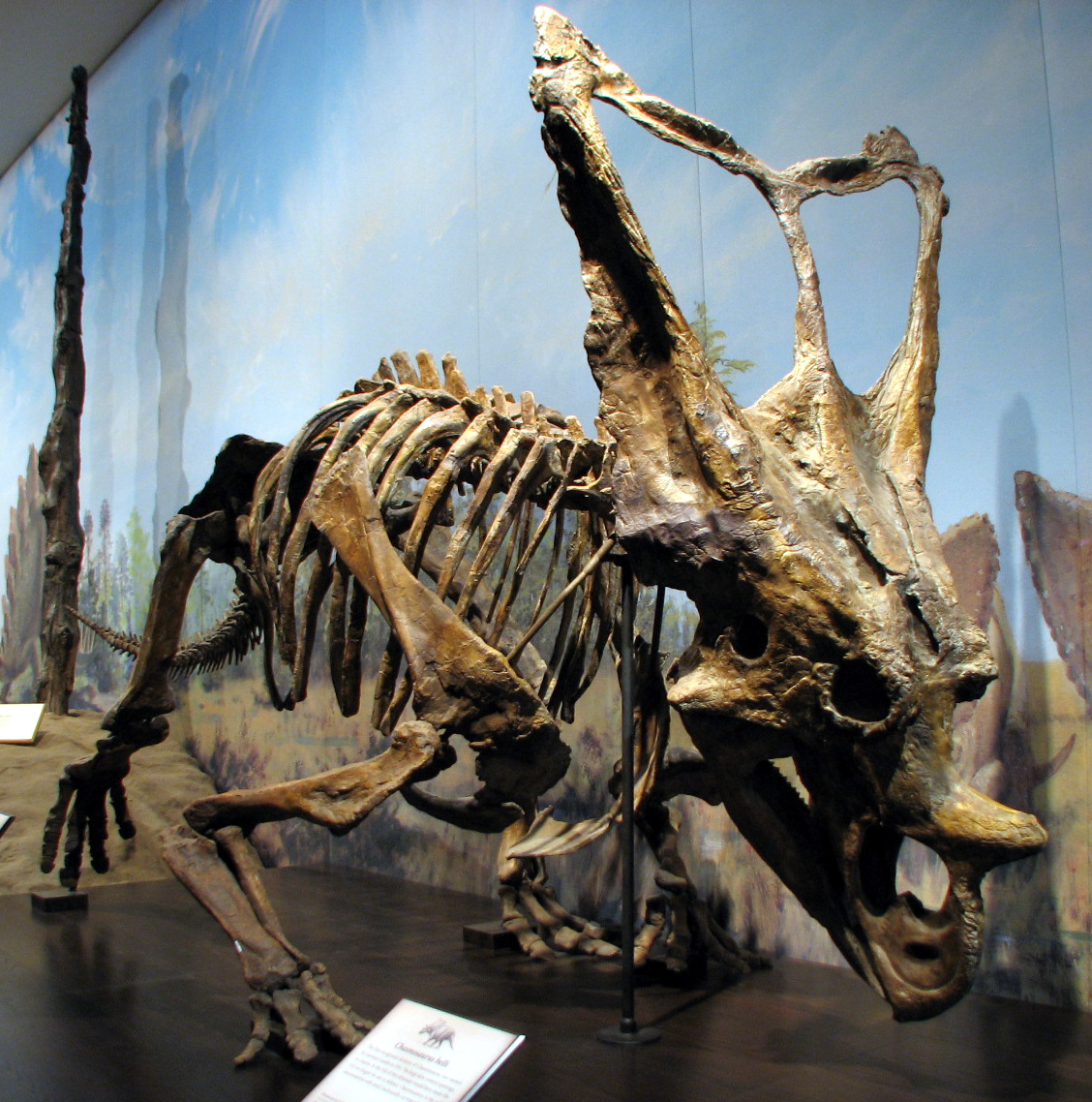
Chasmosaurus belli
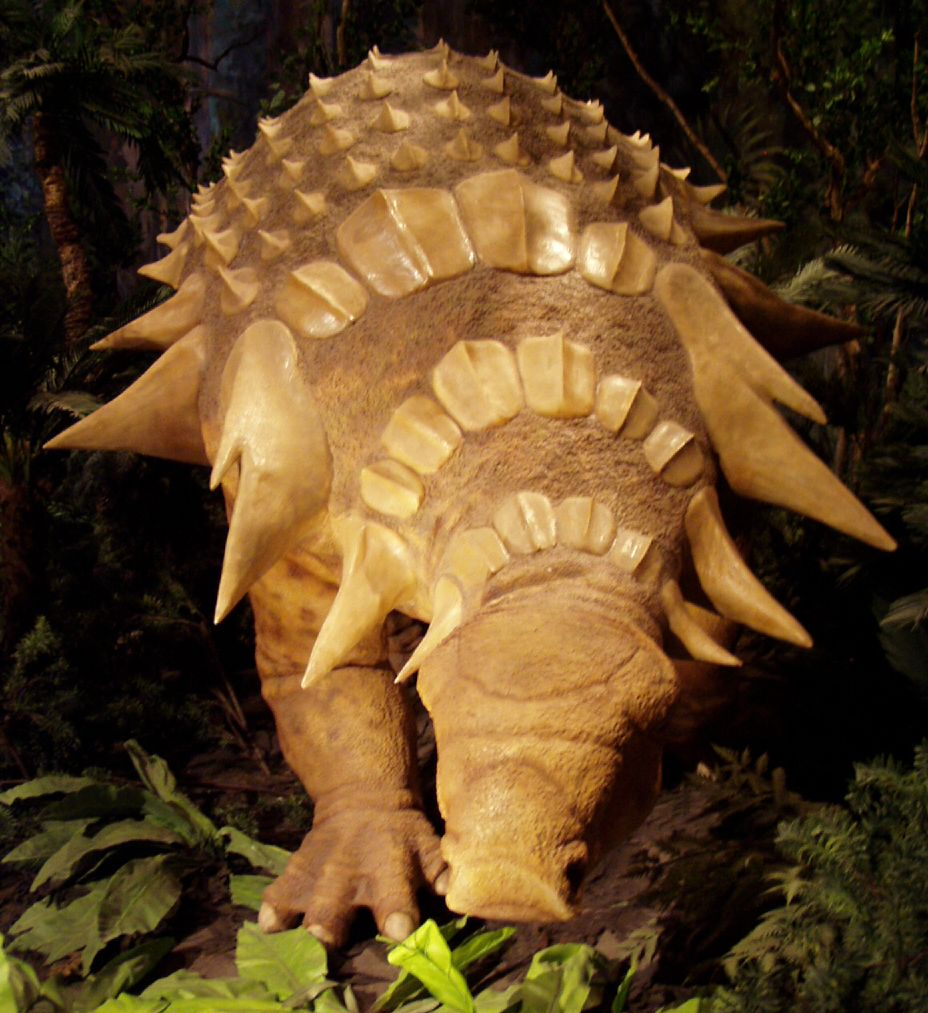
Edmontonia
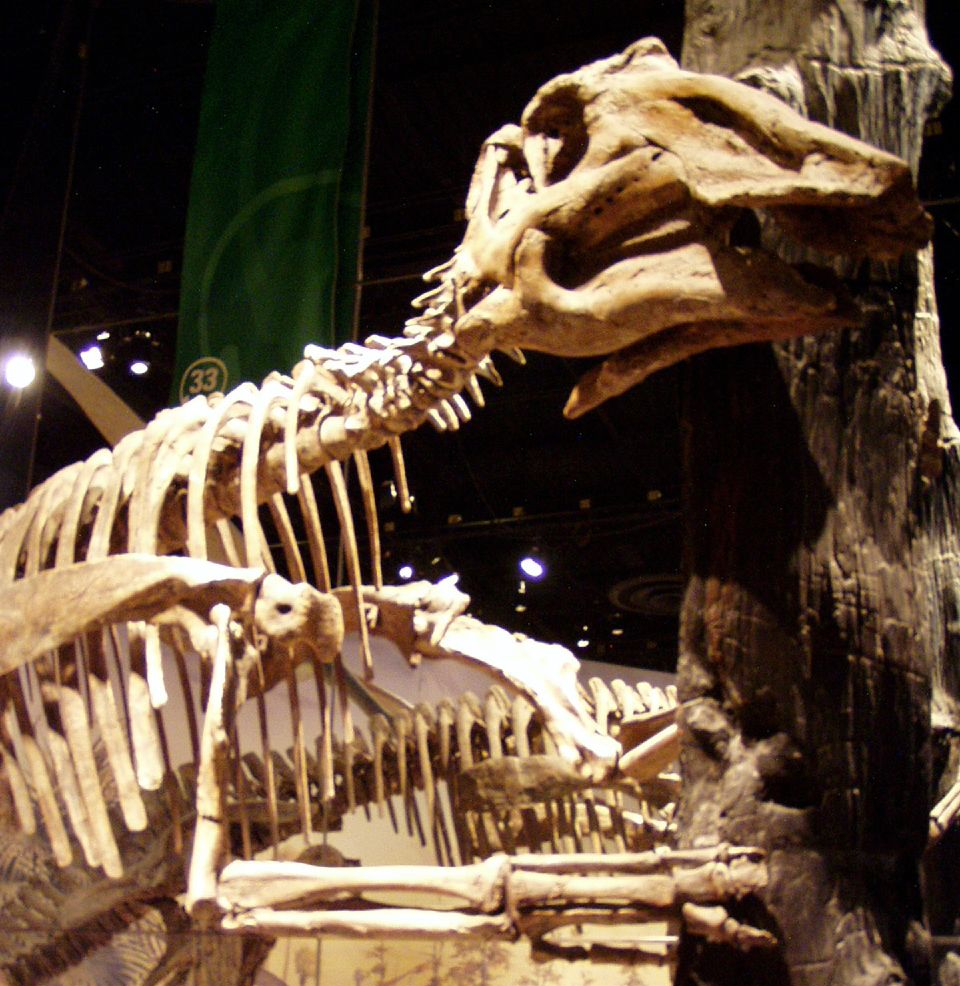
Prosaurolophus
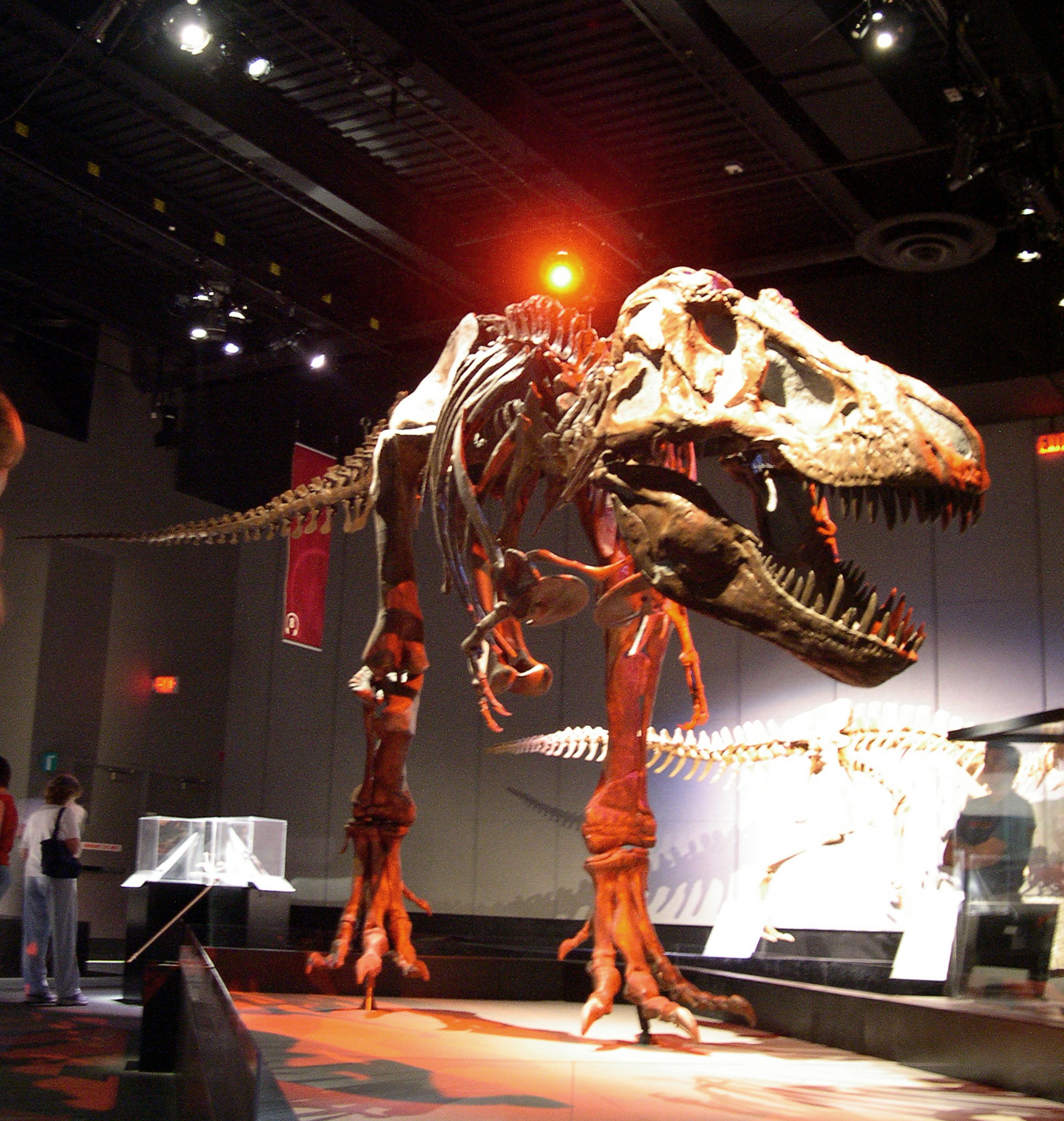
Tyrannosaurus
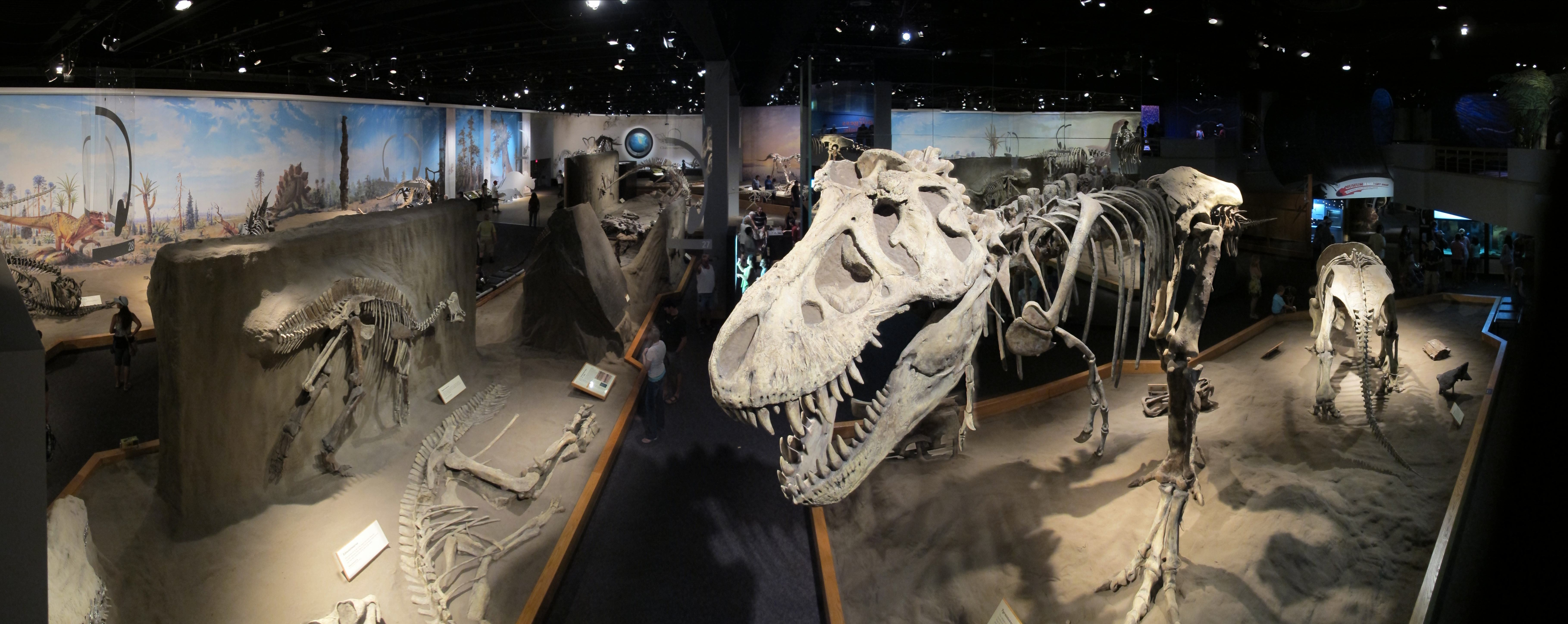
Visió general